# Шаг с остановкой
Шаг с остановкой — церемониальная манера ходьбы, при которой после каждого шага делается небольшая пауза. Применяется в танцах с целью разбить монотонную последовательность равномерных шагов в трёх вариантах:
- шаг с остановкой ноги сзади (англ. step-hold), когда после перенесения веса движение приостанавливается;
- приставной шаг (англ. step-close), когда после переноса веса свободная нога сближается с опорной;
- шаг со взмахом (англ. step-swing), когда свободная нога делает взмах.

Шаги с остановкой использовались на Западе при выходе невесты во время формальной брачной церемонии в церкви (англ. walk down the aisle) для придания драматизма через замедление движения, но эта практика потеряла популярность уже в 1940-е годы и с конца XX века исчезла; невесте и её антуражу рекомендуется просто замедлять свой шаг.